# Natalja Jewgenjewna Semper
Natalja Jewgenjewna Semper (Pseudonym), geboren Natalja Jewgenjewna Sokolowa, (russisch Наталья Евгеньевна Семпер, Geburtsname russisch Наталья Евгеньевна Соколова; * 10. Augustjul. / 23. August 1911greg. in Moskau; † 29. Oktober 1995 ebenda) war eine sowjetisch-russische Übersetzerin, Künstlerin, Schriftstellerin und Ägyptologin.

## Leben
Sempers Eltern waren der Künstler Jewgeni Gawrilowitsch Sokolow und die Ballerina des Bolschoi-Theaters Tatjana Alexandrowna Ewert. Sempers Großonkel Wassili Alexandrowitsch Poljakow war einer der drei reichen Brüder Poljakow, von denen Sergei Alexandrowitsch Poljakow (1874–1943) als Mitbesitzer der Snamenskaja Manufaktura und des Herrenhauses Snamenskoje-Gubailowo sich als Mäzen und Übersetzer betätigte.
Semper war vielseitig begabt, beherrschte viele europäische und orientalische Sprachen, kannte die Philosophie und die Kultur des Orients, schrieb Gedichte und zeichnete. Mit 15 Jahren legte sie sich im Hinblick auf ihre Vorstellung eines englischen unabhängigen Reisenden den Namen Nelli Semper zu, den sie später bei allen ihren Veröffentlichungen benutzte. Sie studierte in den Höheren Kursen für neue Sprachen, der nach der Oktoberrevolution aus den Höheren Kursen für Frauen gebildeten 2. Universität Moskau (1928–1930) und am Moskauer Institut für neue Sprachen. Sie war Übersetzerin und Referentin in der Allunionsgesellschaft für kulturelle Verbindung mit dem Ausland (1935–1938). In den 1920er und 1930er Jahren schrieb Semper Memoiren über das akademische und Theater-Leben in Moskau.
1949 wurde Semper im Rahmen der Kampagne gegen wurzellose Kosmopoliten verhaftet und nach Haft in der Lubjanka und Butyrka 1950 nach Artikel 58 des Strafgesetzbuches der RSFSR zu 10 Jahren Arbeitslagerhaft verurteilt. Sie kam ins Wjatski-Lager (Wjatlag) im Rajon Werchnaja Kama. Im Rahmen der Entstalinisierung wurde sie bereits im April 1955 freigelassen. Sie verdiente sich nun ihren Lebensunterhalt mit Englisch-, Deutsch- und Französisch-Unterrichtsstunden, mit Referaten für das Institut der wissenschaftlichen Information für Gesellschaftswissenschaften der Akademie der Wissenschaften der UdSSR, mit grafischen u. a. Arbeiten.
Semper schrieb über Sigismund Dominikowitsch Krschischanowski, über den Bau des Moskaukanals, über die Kriegszeit,  über Mitgefangene in der Ljubanka und über die Zeit im Lager. Ihre Texte wurden im Samisdat verbreitet. Ein Autograph wird in der Manuskript-Abteilung des Staatlichen Literatur-Museums in Moskau aufbewahrt.
Semper veröffentlichte regelmäßig Rezensionen der neuen ägyptologischen Literatur im Westnik drewnei istorii (Journal of Ancient History, Revue d’Histoire Ancienne). Sie berichtete über die im Rahmen der Wipper-Lesungen 74 im Puschkin-Museum anlässlich der Eröffnung der Tutanchamun-Ausstellung 1974 durchgeführte Konferenz der Ägyptologen und über die VIII. Allunionskonferenz über den Alten Orient.